# Santibáñez de la Sierra
Santibáñez de la Sierra è un comune spagnolo di 243 abitanti situato nella comunità autonoma di Castiglia e León.